# I Liceum Ogólnokształcące im. Jana Smolenia w Bytomiu

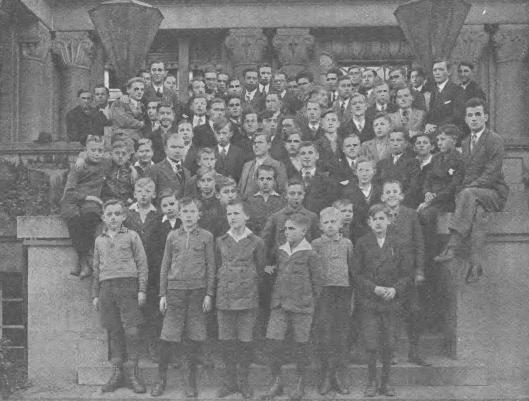
Grupa uczniów Gimnazjum Polskiego w Bytomiu

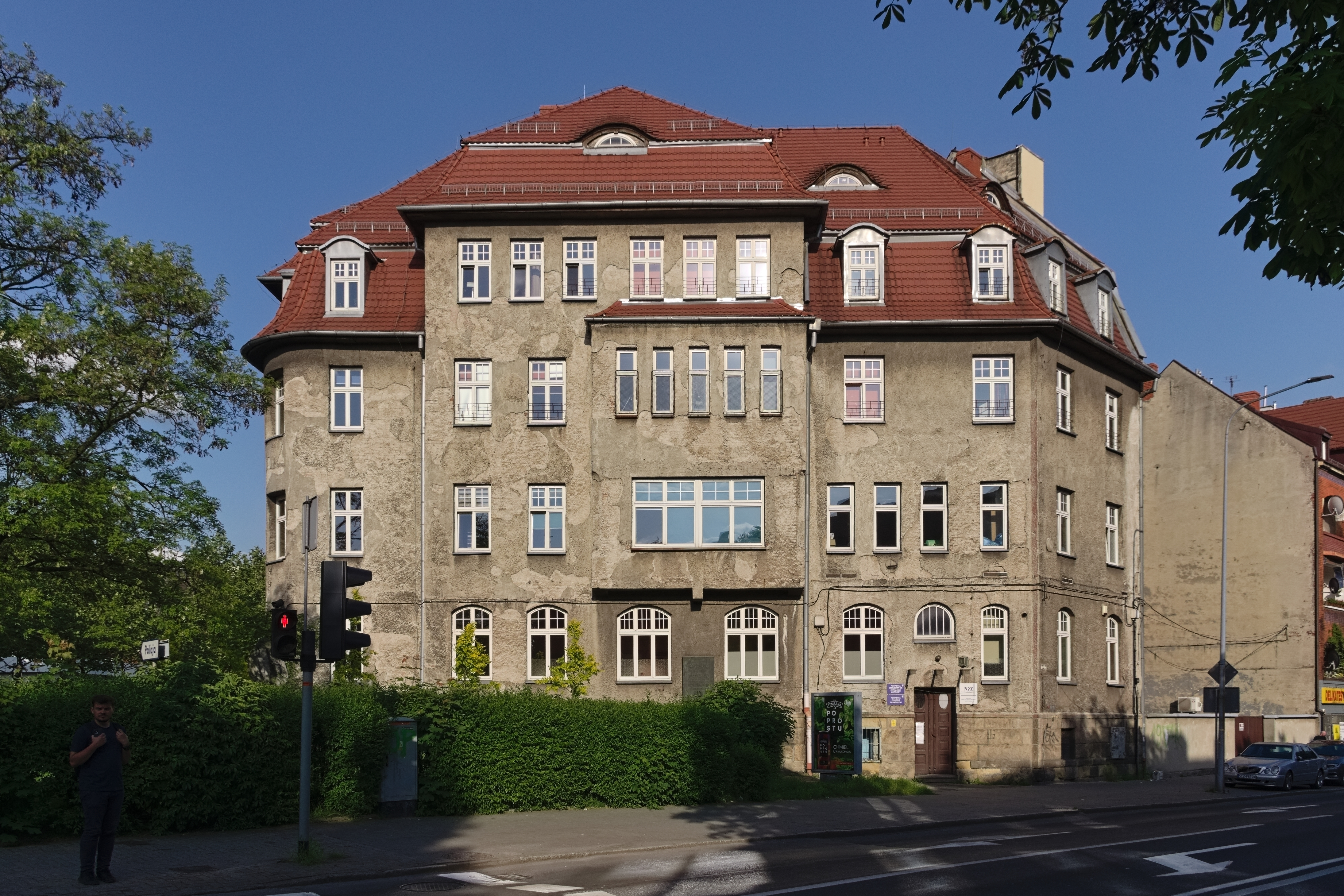
Budynek Gimnazjum Polskiego

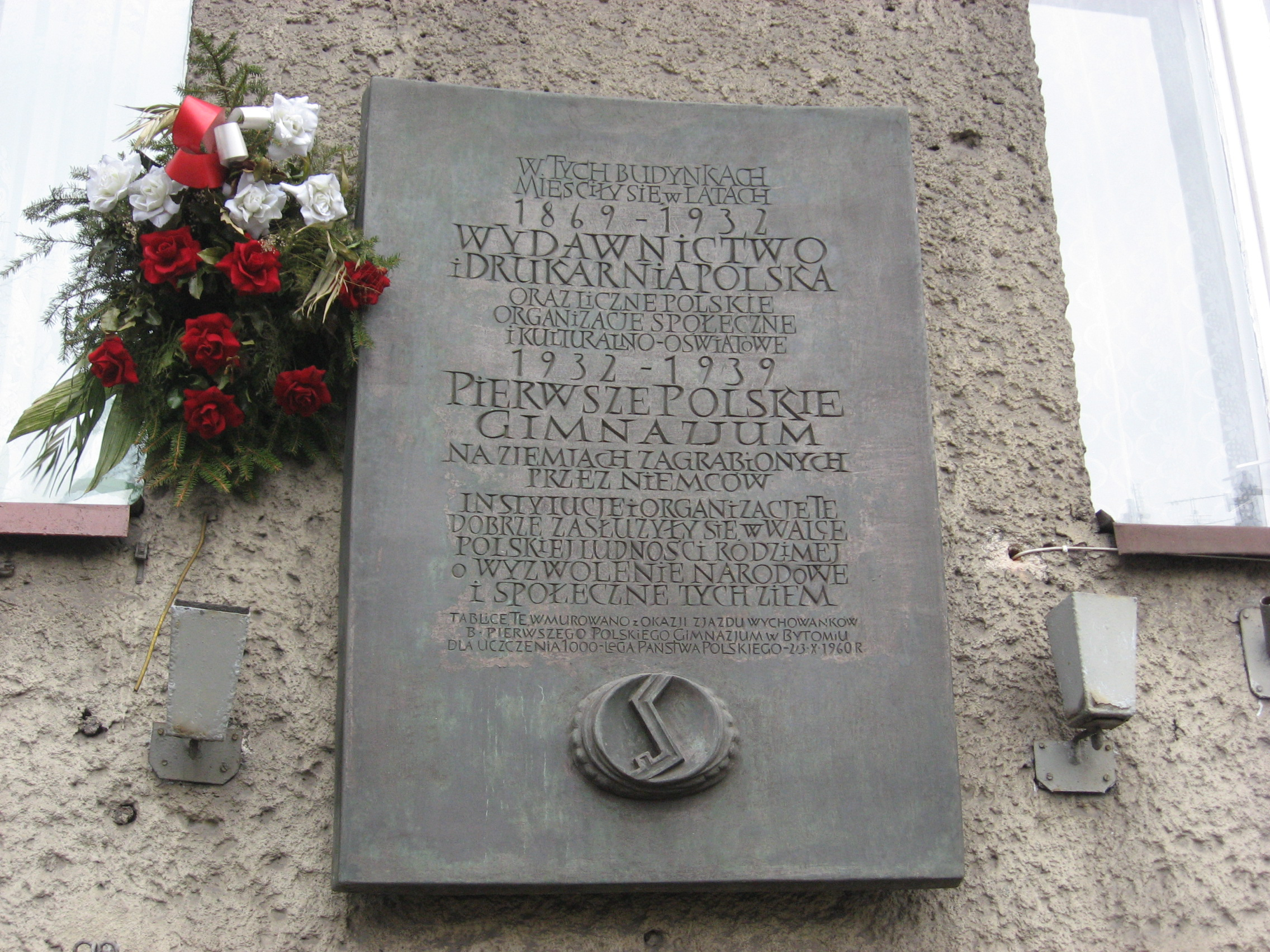
Tablica pamiątkowa na budynku Gimnazjum

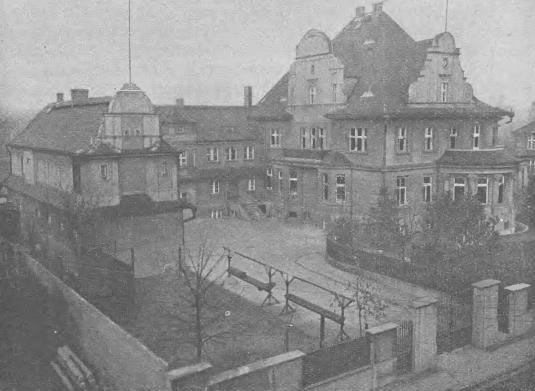
Gmach bursy Gimnazjum

I Liceum Ogólnokształcące im. Jana Smolenia w Bytomiu – publiczna szkoła ponadpodstawowa.

## Historia

### Utworzenie Gimnazjum Polskiego
W wyniku podziału Górnego Śląska w 1921 roku, cała niemal inteligencja polska opuściła przyznane Rzeszy Niemieckiej tereny w obawie przed represjami ze strony władz. Przed pozostałą w Niemczech częścią społeczeństwa stanęło zadanie zorganizowania własnego szkolnictwa średniego. Dnia 2 listopada 1932 Janowi Baczewskiemu – prezesowi Związku Polskich Towarzystw Szkolnych w Niemczech został wręczony akt powołania Polskiego Gimnazjum w Bytomiu. Uroczystość otwarcia pierwszego od 160 lat Polskiego Gimnazjum na ziemiach niemieckich odbyła się 8 listopada 1932. O godz. 9.30, w Kościele Świętej Trójcy zgromadzili się uczniowie, ich rodzice, liczni członkowie polskich organizacji, dziennikarze oraz grono profesorskie z pierwszym dyrektorem szkoły Wiktorem Pawłem Nechay de Felseis – geografem i geologiem. Po mszy świętej uczestnicy przeszli pochodem ulicą Tarnogórską do budynku szkoły. W auli zgromadziło się 500 osób. O godz. 11.00 rozpoczął się historyczny akt duchowej odnowy Polaków w Niemczech. Po uroczystości oficjalnej chór „Halka” odśpiewał pieśń „Uroczysty w szkolnym życiu dzień”. Następnego dnia – 9 listopada, szkoła rozpoczęła pracę.

### Szkoła w latach 1932–1939
Liczba uczniów systematycznie wzrastała, w listopadzie 1932 wynosiła ona jeszcze 98 uczniów, zaś 16 maja 1933 prezydent policji z Gliwic donosił nadprezydentowi o przyjęciu kilkudziesięciu nowych uczniów, z których niemal połowa pochodziła z Pomorza.
Stopniowo rozszerzał się również zasięg terytorialny gimnazjum, a szkoła była wielokrotnie kontrolowana.
Władze niemieckie, nie chcąc dopuścić do przekształcenia się szkoły w ośrodek skupiający młodzież polską z terenu całych Niemiec, zaostrzyły rozmaite represje administracyjne i ekonomiczne wobec rodziców bytomskich uczniów.
Liczba uczniów Gimnazjum Polskiego w Bytomiu w latach 1932–1939:
uwaga: Spadek liczby uczniów w latach 1937–1939 związany jest z utworzeniem 10.11.1937 Gimnazjum Polskiego w Kwidzynie, do którego przeszło kilkudziesięciu uczniów z Pomorza

### Okres II wojny światowej
Szkoła działała do sierpnia 1939 roku, gdy wydane zostało polecenie odesłania dzieci do domów. Nauczyciele wyjechali z Bytomia ostatnimi pociągami do Polski. Potem nastąpiły masowe aresztowania polskich działaczy, w tym wielu nauczycieli Gimnazjum. W Buchenwaldzie zginęli Stanisław Olejniczak, który pracował w szkole od początku jej istnienia, oraz zarządca internatu – Antoni Józefczak. W Dachau zginął nauczyciel religii – ks. Franciszek Nawrot. Rodziny uczniów wysiedlono.

### Powstanie Liceum Ogólnokształcącego

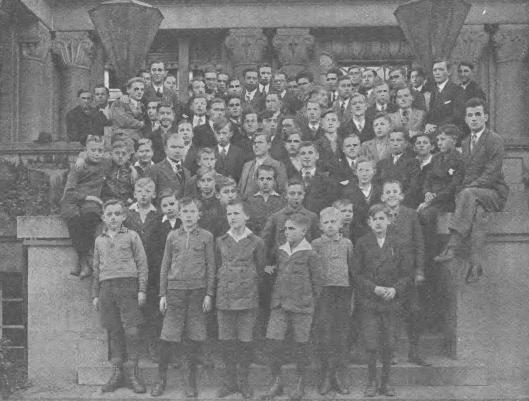
Grupa uczniów Gimnazjum Polskiego w Bytomiu

W 1945 roku szkoła została reaktywowana. Kilku nauczycieli, którzy zgłosili się do pracy było dawnymi nauczycielami Gimnazjum Polskiego. W 1946 szkoła przyjęła imię Jana Smolenia.

### Dyrektorzy Gimnazjum Polskiego
- Miłosz Sołtys[1]

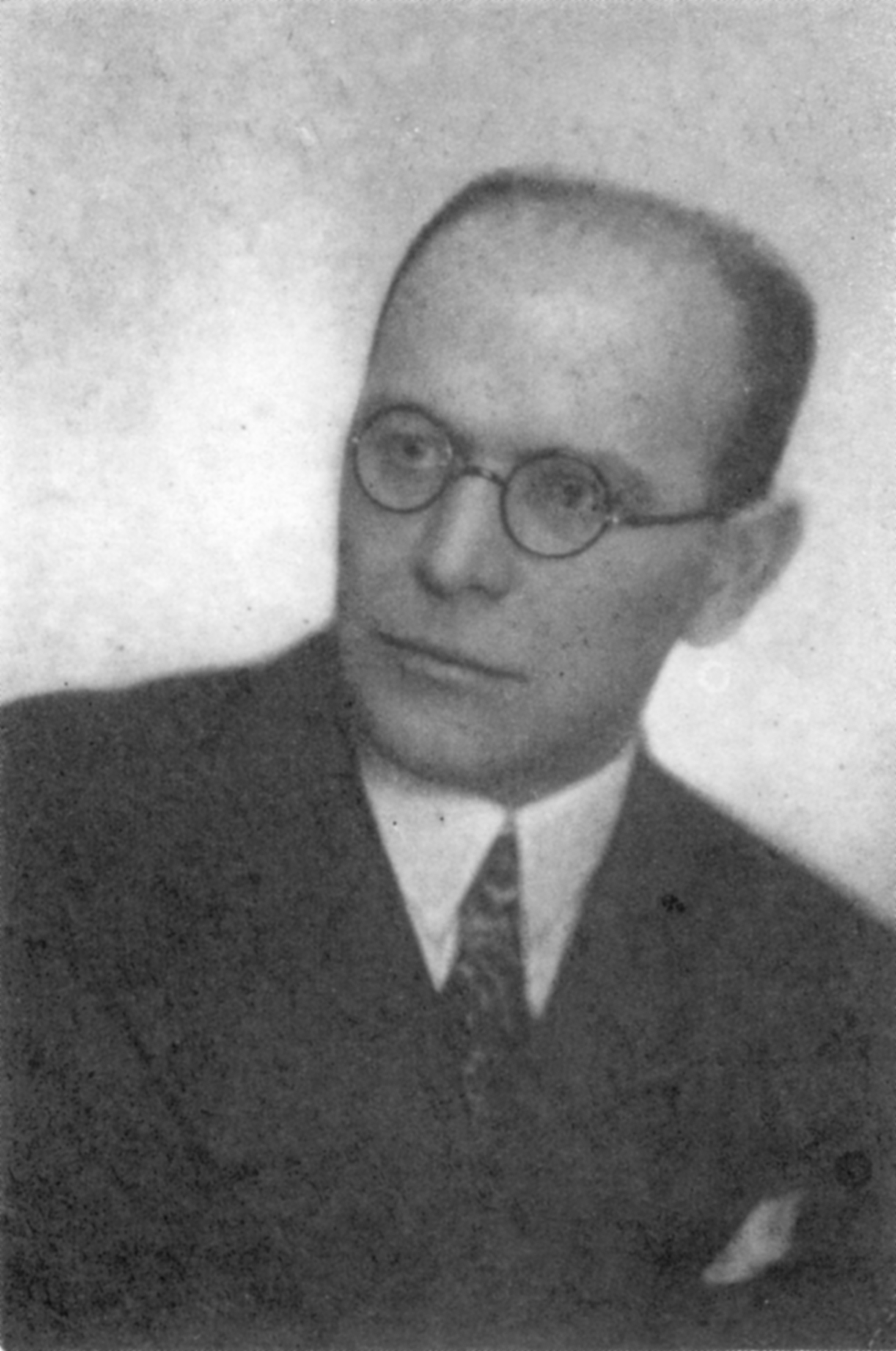
Miłosz Sołtys

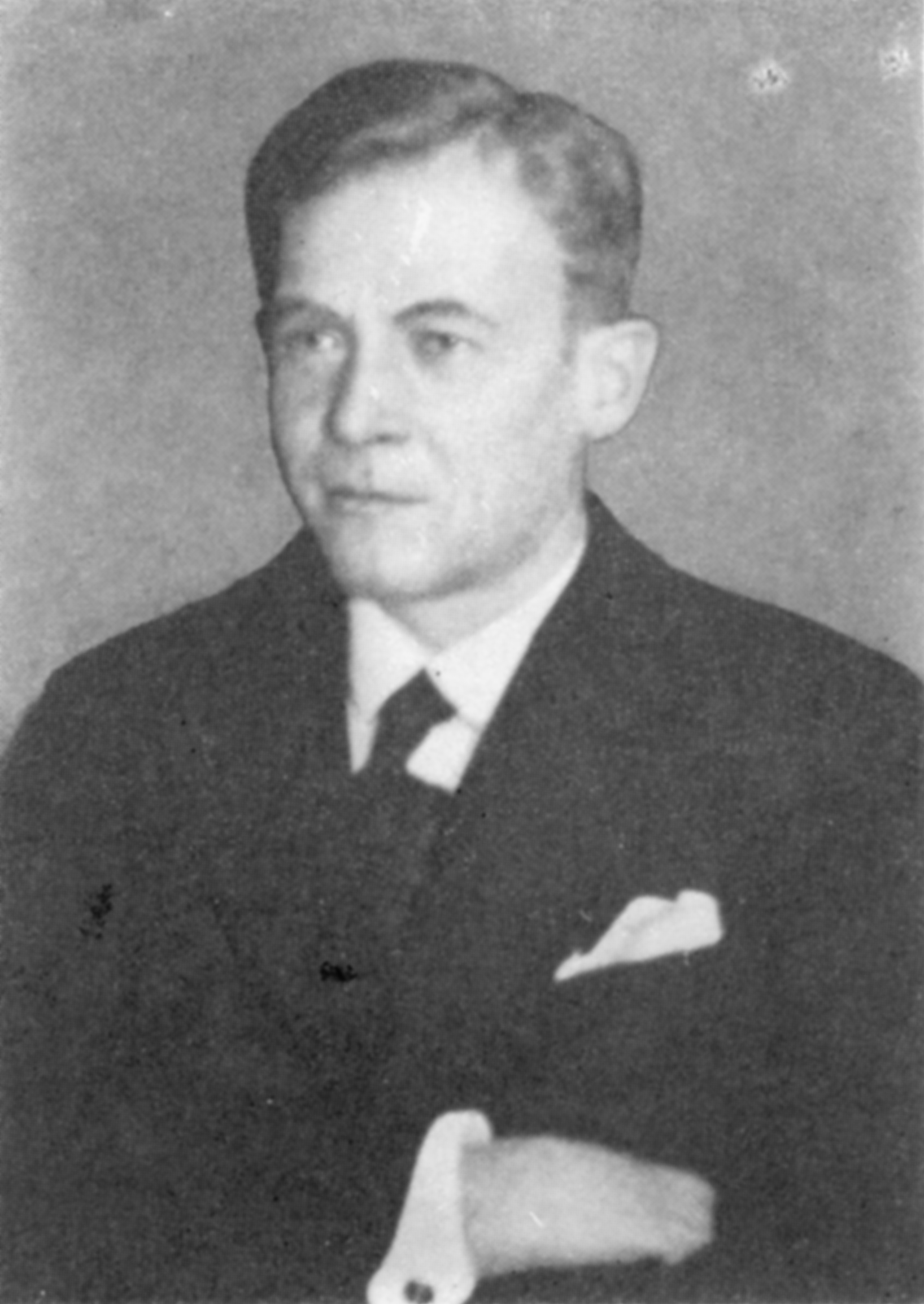
Wiktor Nechay de Felseis

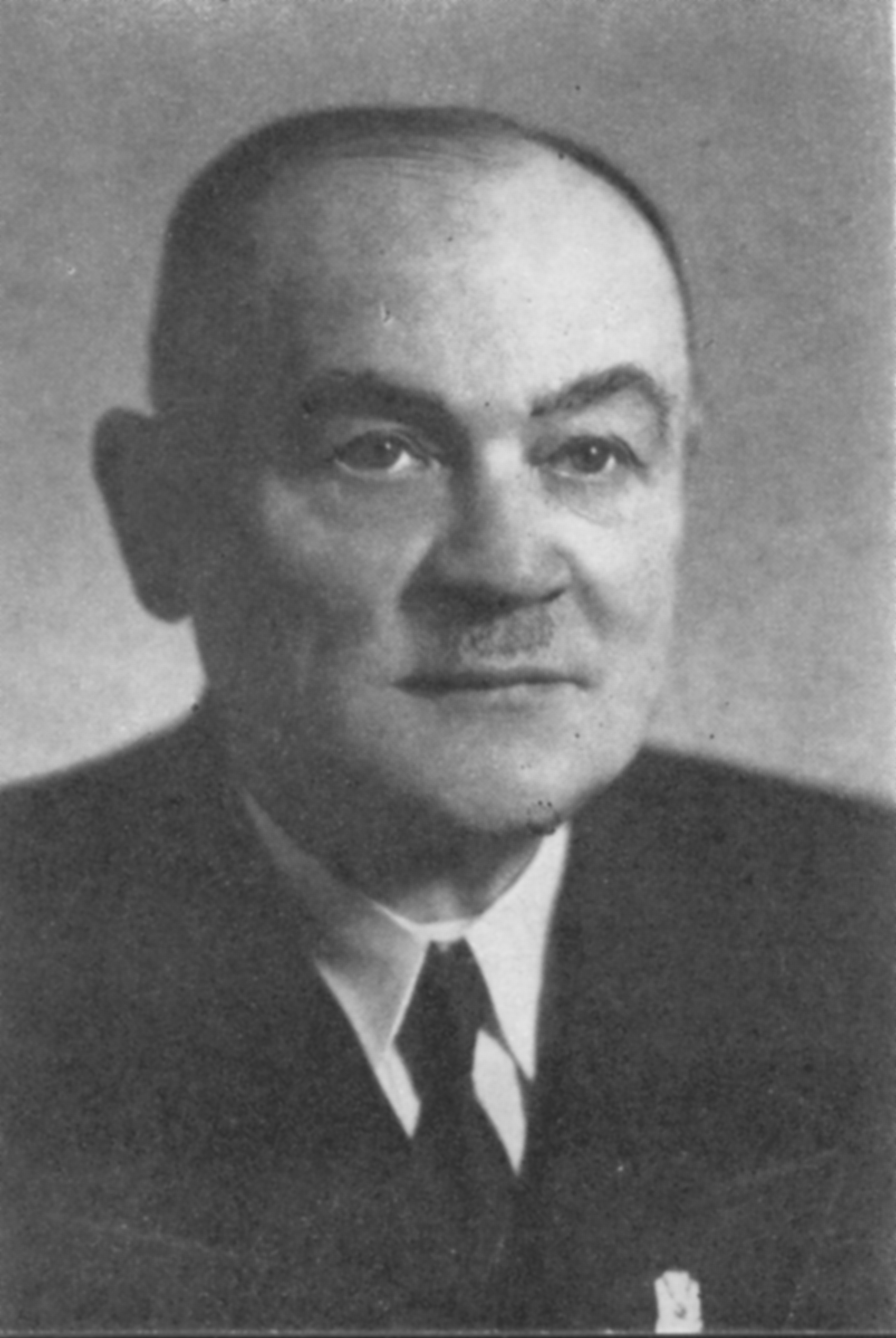
Florian Kozanecki

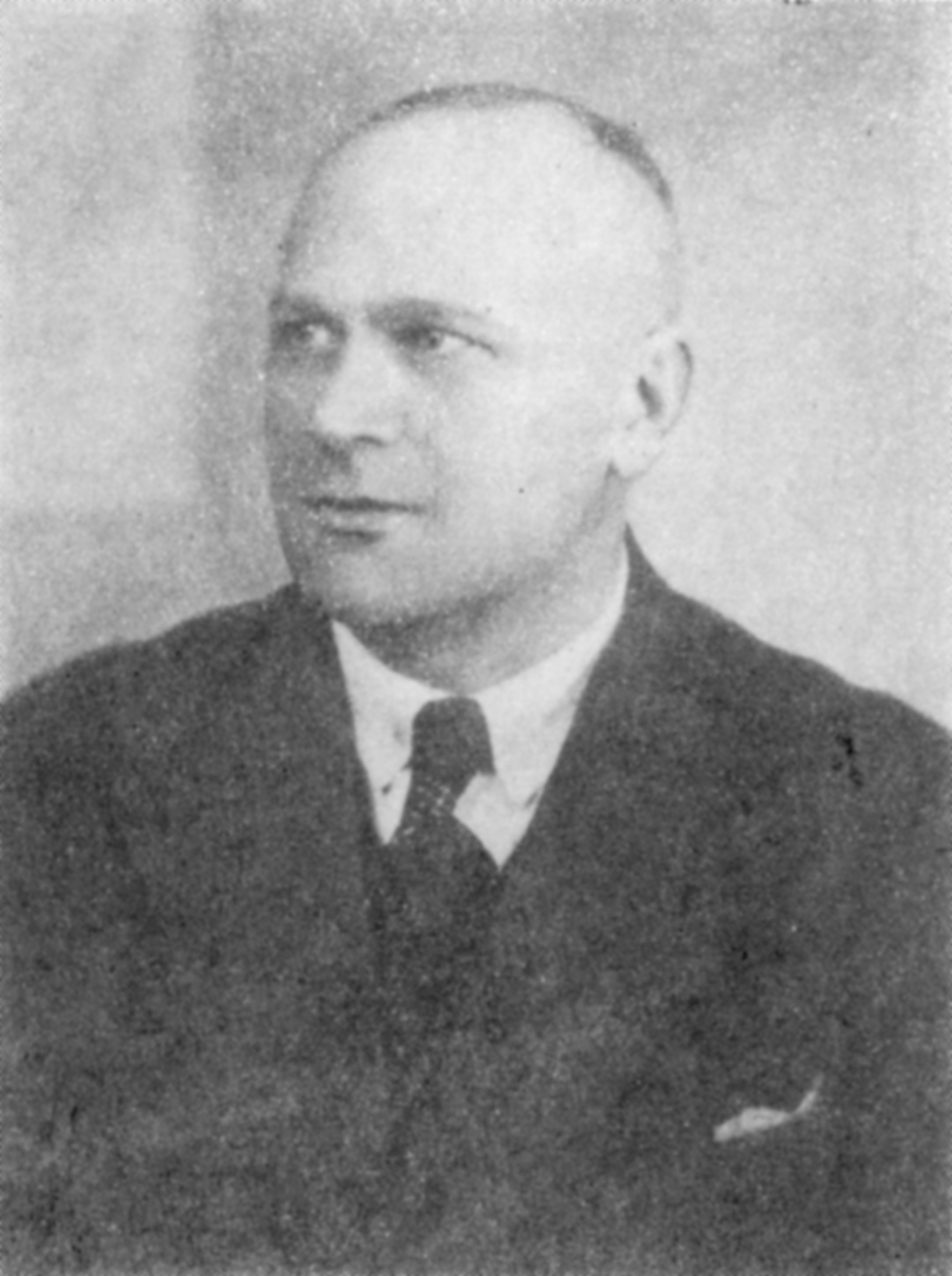
Piotr Miętkiewicz

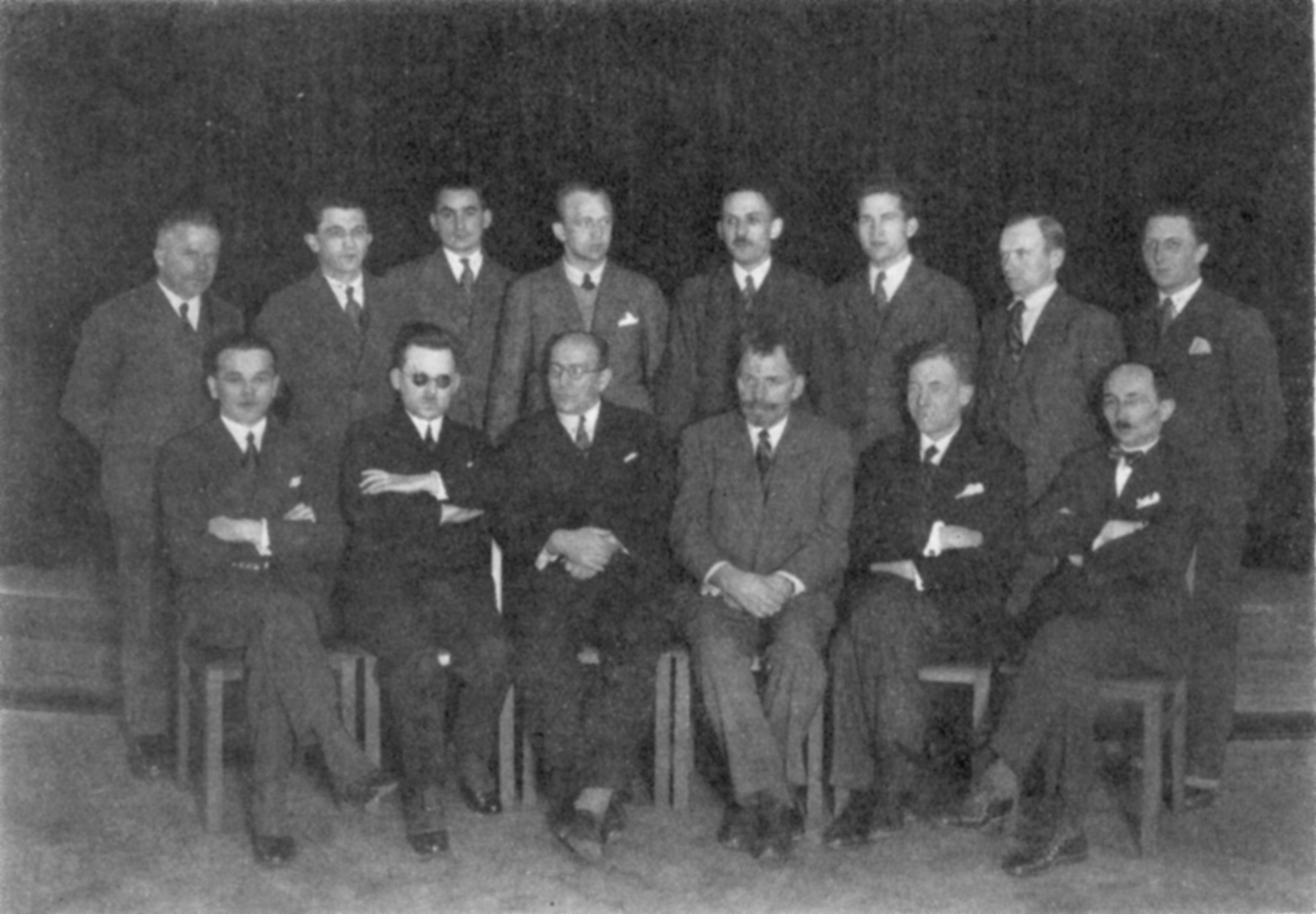
Pracownicy Polskiego Gimnazjum w 1932 roku

- Wiktor Paweł Nechay de Felseis (1932–1936)
- Florian Kozanecki (1936–1937)
- Piotr Miętkiewicz (1937–1939)

### Dyrektorzy Liceum Ogólnokształcącego
- Ryszard Kubis (1945)
- Stanisław Wiśniewski i Zbigniew Duszyk (1946–1948)
- Augustyn Tokarz (1948)
- Michał Gonciarz (1949–1950)
- Stanisław Huk (1950–1966)
- Karol Szalbot, Paweł Spyra (1966–1967)
- Bogdan Paprzycki (1967–1971)
- Wanda Redzik-Majeranowska (1971–1976)
- Jan Mieszko (1976–1992)
- Rafał Pisula (1992–1997)
- Katarzyna Łoza (od 1997)

## Budynek
W latach 1932–1939 szkoła mieściła się przy Alei Legionów 49. W tym samym budynku w latach 1869–1932 mieściło się wydawnictwo Drukarnia Polska oraz liczne polskie organizacje społeczne i kulturalno-oświatowe, następnie w budynku mieścił się oddział zakaźny Szpitala Specjalistycznego nr 1 w Bytomiu. Po wojnie szkoły nie można było ulokować w dawnym budynku, gdyż Armia Czerwona, wkraczając do Bytomia zrobiła tam koszary; budynek został tak zdewastowany, że przez kilka lat trzeba było go remontować i dezynfekować. Szkoła rozpoczęła nauczanie w budynku dawnego Staatliches Realgymnasium zbudowanym w latach 1929–1930 przez A. Stütza i M. Wolffa w stylu ekspresjonistycznym, który znajdował się przy ulicy Strzelców Bytomskich, która potem zmieniła się w Poznańską.

### Patron szkoły
We wrześniu 1946 roku przyjęła imię zmarłego kuratora oświaty, dawnego nauczyciela w Polskim Gimnazjum – Jana Smolenia. W szkole zatrudniony był od sierpnia 1935, pracował tu do 26 sierpnia 1939 roku jako nauczyciel matematyki, chemii i fizyki. Na kilka dni przed rozpoczęciem II wojny światowejwyprowadził uczniów z internatu na dworzec kolejowy i odesłał ich do domów rodzinnych. W okresie okupacji pełnił funkcję kierownika tajnego nauczania w okręgu krakowskim. Został uwięziony we wrześniu 1942.
Po wojnie prof. Jan Smoleń wybrany został pierwszym kuratorem śląskiego okręgu szkolnego. Zginął tragicznie w dniu 28 czerwca 1945 roku w wypadku samochodowym podczas podróży służbowej w Bytomiu – Karbiu, pochowany został w Katowicach na cmentarzu przy ul. Francuskiej.

## Nazwy szkoły
- 1932 – Polskie Gimnazjum Prywatne – Bytom Górny Śląsk, a następnie – Wyższa Szkoła Męska z gimnazjalnym programem i polskim językiem nauczania
- 1933 – Wyższa Szkoła Prywatna z gimnazjalnym programem nauczania w Bytomiu
- 1936 – Prywatne Gimnazjum z polskim językiem nauczania w Bytomiu
- 1938 – Prywatna Wyższa Szkoła dla chłopców z polskim językiem nauczania – Beuthen O/S
- I Państwowe Gimnazjum i Liceum Męskie
- IV Szkoła Podstawowa i Liceum Męskie
- 1966 – V LO im. Jana Smolenia
- 1983 – I LO im. Jana Smolenia w Bytomiu

Nazwy nieoficjalne:
- „Smoleń”
- „Strzelców”
- „Pod zegarem”
- „Liceum Huka”

## Edukacja

### Osiągnięcia
- Medal Miasta Bytomia za szczególne zasługi dla miasta i śląskiej edukacji[2]
- tytuł Najlepszy Polski Klub Europejski w 2004 dla Młodzieżowego Centrum Edukacji Europejskiej[3]
- tytuł laureata Konkursu na Najlepszą Inicjatywę Obywatelską Pro Publico Bono dla MCEE w 2002[4]
- tytuł Najbardziej Przedsiębiorcza Polska Szkoła w roku 2005
- tytuł Śląski Talent w kategorii Przedsiębiorczość w latach 2006[5], 2007[6] i 2008[7]
- zwycięzca Ogólnopolskiego Konkursu na Najlepsze Młodzieżowe Miniprzedsiębiorstwo w latach 2004, 2005 i 2006, a w roku 2007 laureaci II i III miejsca
- laureaci wielu olimpiad przedmiotowych, w tym srebrny medal na Międzynarodowej Olimpiadzie Biologicznej w roku 2005 w Pekinie (Paweł Cupryn)[8]
- wielokrotny tytuł: „Najbardziej Usportowiona Szkoła w mieście”
- certyfikat Centrum Edukacji Obywatelskiej „Szkoła z klasą”

## Znani absolwenci i nauczyciele

### Absolwenci i uczniowie
- Aleksander Abłamowicz – profesor, doktor habilitowany nauk humanistycznych (filologii romańskiej), literaturoznawca
- Franciszek Adamiec[9] – działacz społeczny i kulturalny, popularyzator tradycji Śląska Opolskiego
- Agnieszka Bibrzycka[10] – koszykarka
- Halina Bieda – działaczka samorządowa, nauczyciel, od 2006 wiceprezydent Bytomia
- Marcin Hałaś – poeta, krytyk literacki i dziennikarz
- Zbigniew Stanisław Herman – profesor zwyczajny doktor habilitowany medycyny, rektor Śląskiej Akademii Medycznej w latach 1980–1982
- Krzysztof Jaślar – reżyser telewizyjny
- Jacek Zeckei – lekarz, pediatra, doktor nauk medycznych
- Marek Kińczyk – prezydent Bytomia w latach 1994–1998
- Piotr Koj – nauczyciel, w latach 1999–2004 przewodniczący Związku Harcerstwa Rzeczypospolitej, od 2006 do 2012 prezydent Bytomia
- Janina Oświęcimska-Zielińska – Wiceprezes FIPF – Światowej Federacji Nauczycieli Języka Francuskiego
- Adam Pastuch – filolog polski, animator kultury
- Władysław Planetorz[9] – działacz Związku Harcerstwa Polskiego w Niemczech
- Dorota Pomykała – aktorka
- Anna Popek – dziennikarka telewizyjna
- Jerzy Porębski – polski pieśniarz, wykonawca szant, współzałożyciel grupy szantowej Stare Dzwony
- Mieczysław Szemalikowski – autor filmów dokumentalnych i oświatowych
- Andrzej Sznajder – najmłodszy internowany w Polsce podczas stanu wojennego, kierownik Referatu Wystaw, Wydawnictw i Edukacji Historycznej w katowickim Instytucie Pamięci Narodowej
- Andrzej Tuziak[11] – prozaik i scenarzysta
- Bohdan Urbankowski – poeta, dramaturg, eseista i filozof
- Adolf Warzok – uczeń przedwojennego gimnazjum, działacz harcerski i lekarz
- Janusz Weychert – reżyser
- Alojzy Wrzeciono – fizyk, profesor, specjalista w dziedzinie fizyki ciała stałego i ferromagnetyzmu

### Nauczyciele

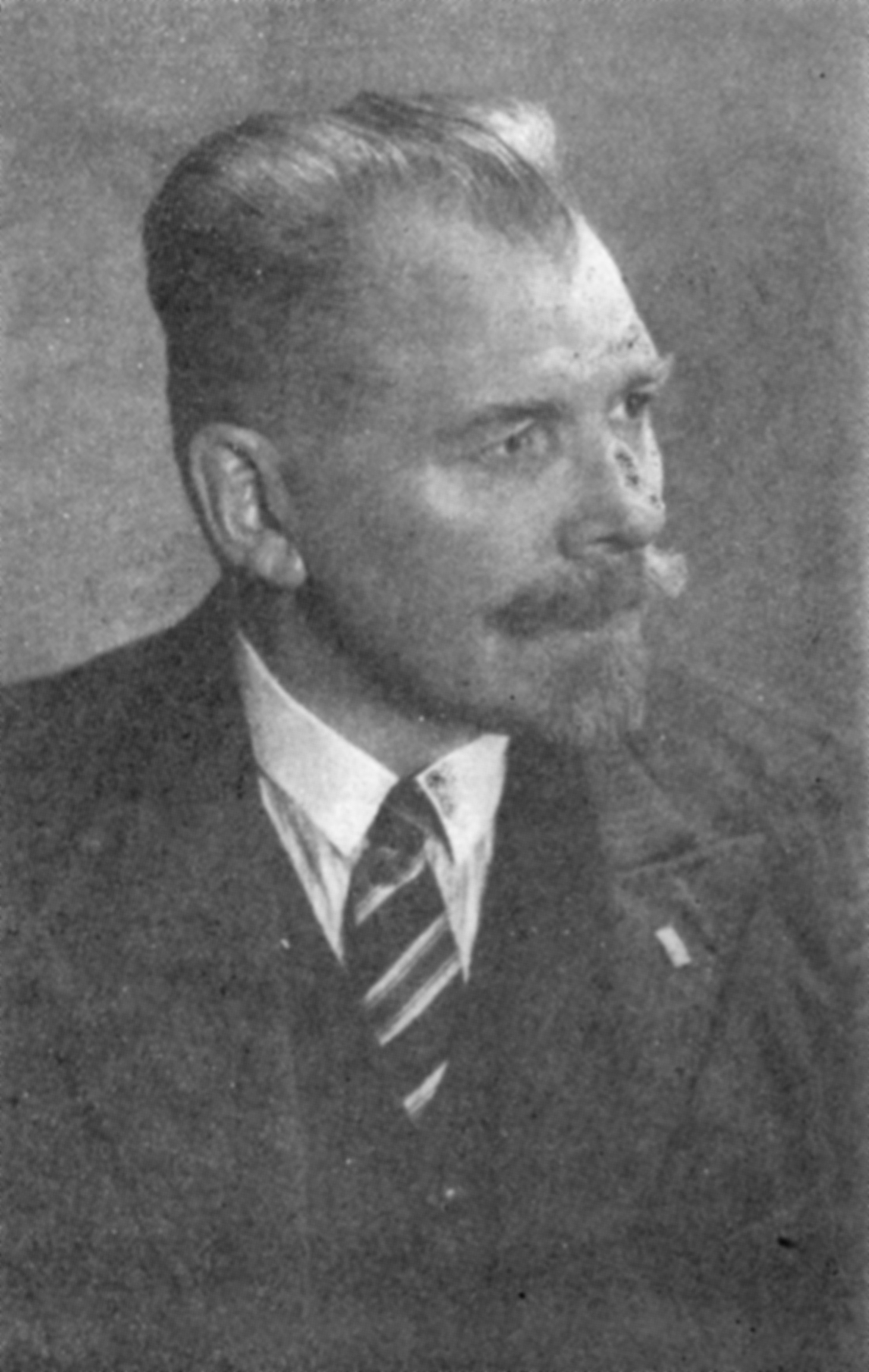
Antoni Józefczak – zarządca internatu (zamordowany w Buchenwaldzie)

- Aleksander Abłamowicz – profesor, doktor habilitowany nauk humanistycznych (filologii romańskiej), literaturoznawca
- Halina Bieda – działaczka samorządowa, nauczyciel, od 2006 wiceprezydent Bytomia
- Jan Drabina – nauczyciel łaciny, mediewista i religioznawca, prezes Towarzystwa Miłośników Bytomia
- Władysław Gębik – doktor nauk filozoficznych, pedagog, pisarz, literat
- Józef Kwietniewski – sekretarz Gimnazjum Polskiego, polityk, harcmistrz
- Leopold Kobierski – doktor biologii, ekolog i botanik, prezes Zarządu Ligi Ochrony Przyrody w Bytomiu
- Wiktor Nechay – geolog i geograf, pedagog
- Janusz Olszówka – muzyk, członek zespołu szantowego Ryczące Dwudziestki
- Jan Smoleń – nauczyciel matematyki, chemii i fizyki, śląski kurator oświaty
- Władysław Studencki – nauczyciel, historyk literatury, literat, poeta
- Edward Szwed – współorganizator Gimnazjum Polskiego, nauczyciel polonista w latach 1932–1937